# Vajiravudh
Phra Bat Somdet Phra Poramenthra Maha Vajiravudh Phra Mongkut Klao Chao Yu Hua (thajsky: พระบาทสมเด็จพระปรเมนทรมหาวชิราวุธ ฯ พระมงกุฎเกล้าเจ้าอยู่หัว), nebo Phra Bat Somdet Phra Ramathibodi Si Sinthra Maha Vajiravudh Phra Mongkut Klao Chao Yu Hua (thajsky: พระบาทสมเด็จพระรามาธิบดีศรีสินทรมหา วชิราวุธ ฯ พระมงกุฎเกล้าเจ้าอยู่หัว) nebo Ráma VI. (1. ledna 1880 – 25. listopadu 1925), byl šestý král Siamu (Thajska) z dynastie Chakri. Vládl od roku 1910 až do své smrti. Byl znám svou podporou thajského nacionalismu. V době jeho vlády se Siam posunul více k demokracii. Díky jeho úsilí byla účast Siamu v první světové válce minimální.

## Vyznamenání

### Velmistr thajských řádů
- Řád Mahá Čakrí
- Řád devíti drahokamů
- Řád Chula Chom Klao
- Řád za zásluhy
- Řád Rámy
- Řád bílého slona
- Řád thajské koruny

### Zahraniční vyznamenání
- rytíř Řádu slona – Dánsko, 27. července 1897
- rytíř Řádu zvěstování – Italské království, 1901
- rytíř velkokříže Řádu svatého Mauricia a svatého Lazara – Italské království, 1901
- rytíř velkokříže Řádu italské koruny – Italské království, 1901
- čestný rytíř velkokříže Královského Viktoriina řádu – Spojené království, 21. dubna 1902 – udělen králem Eduardem VII. v Buckinghamském paláci poté, co Vajiravudh dosáhl dospělosti[1]
- rytíř Řádu zlatého rouna – Španělsko, 15. května 1902 – udělen královnou Marií Kristýnou, španělskou regentkou, když se zúčastnil ceremonie nástupu na trůn krále Alfonse XIII.[2]
- rytíř Záslužného řádu pruské koruny – Pruské království, 30. května 1902 – udělen císařem Vilémem II. během oficiální návštěvy Berlína[3]
- rytíř Řádu černé orlice – Pruské království